# Nông nghiệp Lào

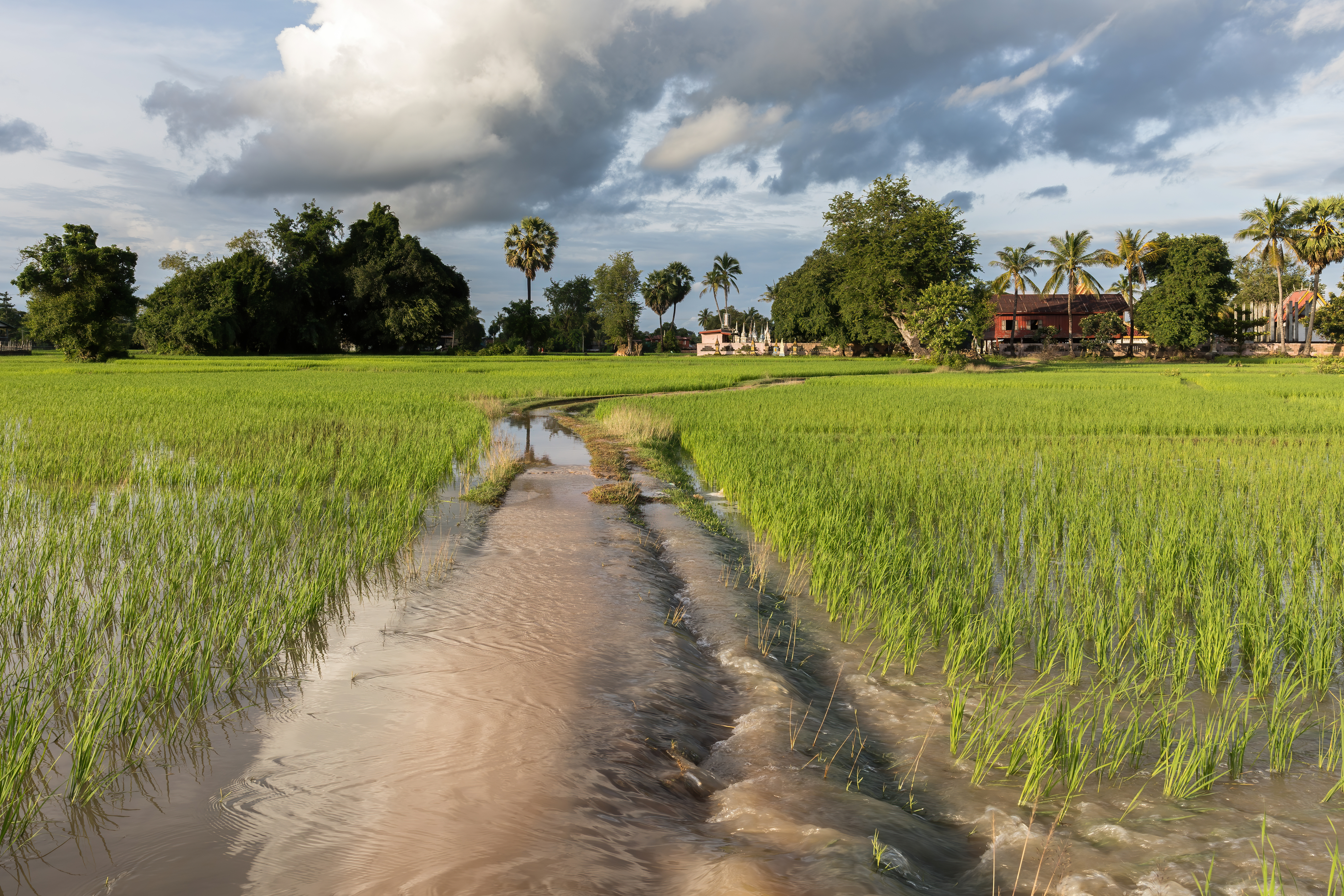
Một ruộng lúa ở Si-phan-đôn

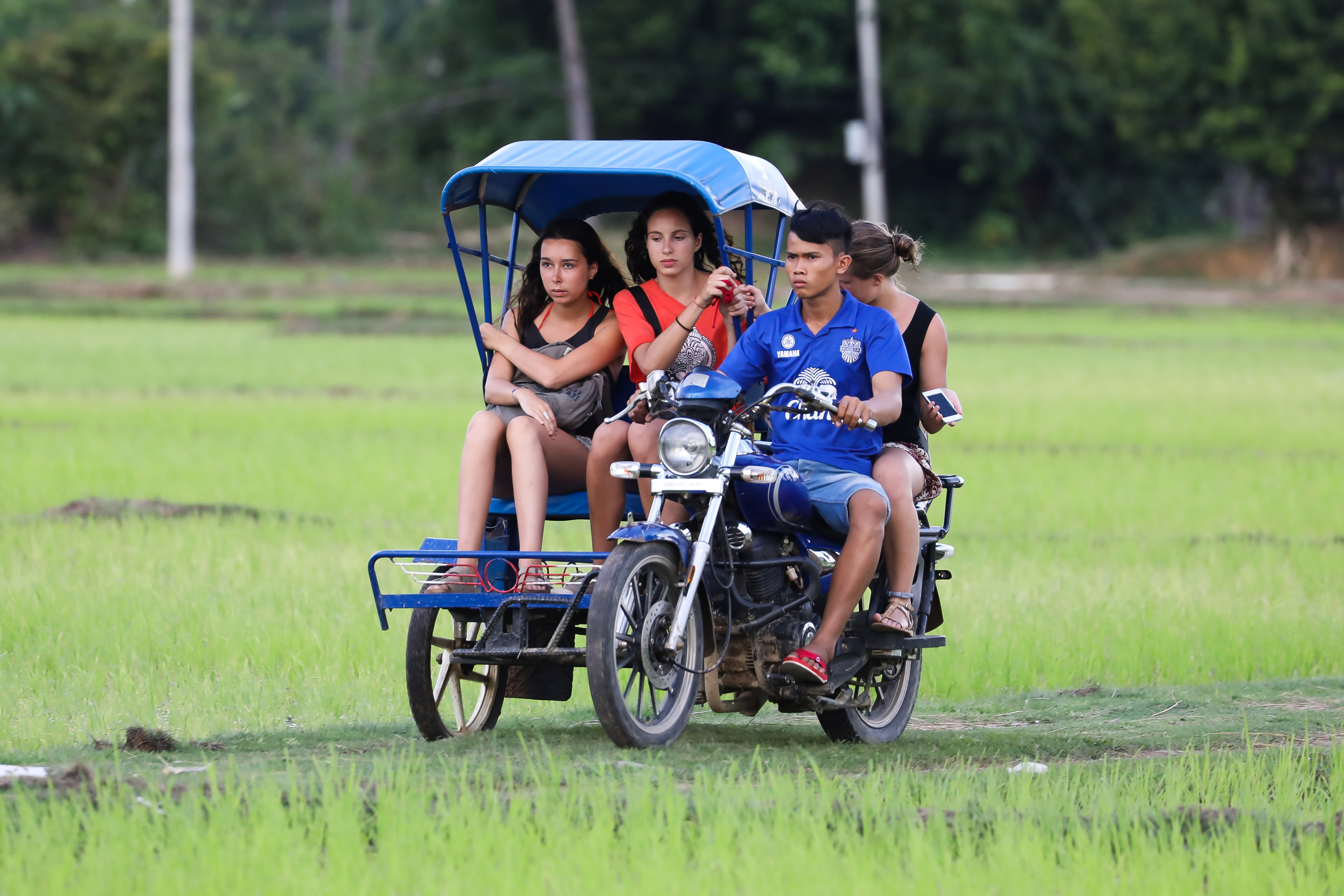
Đi xe lam trên cánh đồng ở Lào

Nông nghiệp ở Lào (Agriculture in Laos), quốc gia ở Đông Nam Á với diện tích 23,68 triệu ha, đất nước Lào có ít nhất 5 triệu ha đất phù hợp để làm đất canh tác (tương đương khoảng 21%). Với 17% diện tích đất này (từ 850.000 đến 900.000 ha) thực sự canh tác được, ít hơn 4% tổng diện tích. Lúa gạo chiếm khoảng 80% diện tích đất canh tác trong niên vụ 1989-1990, bao gồm 422.000 ha lúa nước vùng thấp và 223.000 ha lúa nương Điều này chứng tỏ rằng mặc dù có xen canh các loại cây trồng cạn và kết hợp nuôi cá đồng được triển khai trên các cánh đồng lúa, nhưng nền nông nghiệp trồng lúa nước về cơ bản vẫn là một hệ thống độc canh bất chấp những nỗ lực của chính phủ nhằm khuyến khích đa dạng hóa cây trồng.
Diện tích đất canh tác đã tăng khoảng 6 phần trăm từ năm 1975 đến năm 1977 nhưng vào năm 1987 chỉ cung cấp cho người dân chưa đến 1/4 ha mỗi người, với dân số khoảng 3,72 triệu người vào năm 1986 Ngoài đất trồng trọt, khoảng 800.000 ha được sử dụng làm đồng cỏ hoặc ao nuôi cá Đồng cỏ được luân chuyển và việc sử dụng nó không cố định trong một thời gian dài. Vào đầu những năm 1990, nông nghiệp là nền tảng của nền kinh tế Mặc dù có xu hướng giảm nhẹ trong đóng góp của ngành vào tổng sản phẩm quốc nội (GDP) trong suốt những năm 1980 và đầu những năm 1990—từ khoảng 65% GDP năm 1980 xuống khoảng 61% năm 1989 và tiếp tục giảm xuống từ 53 đến 57% năm 1991—tỷ lệ lực lượng lao động làm việc trong lĩnh vực đó giảm tương tự cũng không dễ nhận thấy.
Gạo là lương thực chính của Lào và hơn 60% đất canh tác được sử dụng để canh tác trồng lúa. Nhiều tỉnh sản xuất lúa gạo hàng đầu nằm dọc theo sông Mê Kông (ví dụ: Viêng Chăn, Khăm Muội, Bô-li-khăm-xai, Xa-van-na-khẹt, Xa-la-van, và Chăm-pạ-xắc). Lào sản xuất hai loại cà phê chính là Robusta và Arabica. Robusta chủ yếu được sử dụng cho cà phê thông thường cũng như đồ uống cà phê điển hình ở Lào, nơi mà người dân khi uống đều pha với sữa đặc có đường. Loại thứ hai, Arabica, có chất lượng cao hơn do hương vị nhẹ và được dùng để pha cà phê Espresso. Đối với 20.000 tấn cà phê mà Lào sản xuất một năm, 5.000 tấn là hạt Arabica và 15.000 tấn là Robusta. Về thuốc phiện, Lào nằm trong vùng tam giác vàng, số liệu thống kê về sản xuất nông nghiệp không phản ánh bản chất của nền kinh tế nông nghiệp tự cung tự cấp cũng như tầm quan trọng của thuốc phiện đối với nền kinh tế miền núi. Thuốc phiện vẫn là mặt hàng hợp pháp cho đến năm 2006. ở Lào và thậm chí từng được chấp nhận như một khoản thanh toán thuế, là một cây hoa màu sinh lợi cho Lao Sung bao gồm cả người Hmong, những người đã chống lại những nỗ lực của chính phủ nhằm thay thế việc sản xuất thuốc phiện bằng sản xuất hàng hóa khác, mà thị trường ít sinh lợi hơn nhiều.